# Rio Ferdinand
Rio Ferdinand (Peckham, Anglaterra, 7 de novembre del 1978) és un exfutbolista professional anglès.
Ferdinand va començar la seva carrera professional al West Ham United FC, on provinent de les categories inferiors va debutar a la Premier League l'any 1996. La seva qualitat i el potencial van atreure l'interès del Leeds United, que aconseguí els serveis del jugador l'any 2000 per 15 milions de lliures.
El juliol de 2002 és el Manchester United FC qui es fixa en el jugador i el fitxa per una xifra rècord de 30 milions de lliures, la quantitat més alta pagada mai per un jugador anglès i per un defensa a nivell mundial.

## Palmarès

### Club

#### Manchester United
- Premier League: 2002–03, 2006–07, 2007–08, 2008–09
- Football League Cup: 2006, 2009
- FA Community Shield: 2003, 2007, 2008, 2010
- Lliga de Campions: 2007–08
- Copa del Món de Clubs: 2008

### Individual
- Equip de l'any de la Premier League: 2001–02 (Leeds), 2004–05, 2006–07, 2007–08, 2008–09 (Manchester United)
- FIFPro World XI: 2007–08